# سپ فن دن برگ
سپ فان دن برگ (هلندی: Sepp van den Berg؛ زادهٔ ۲۰ دسامبر ۲۰۰۱) بازیکن فوتبال اهل هلند است که به صورت قرضی برای باشگاه شالکه بازی می‌کند.

## عملکرد باشگاهی
ون دن برگ بعد از موفقیت در رده‌های جوانان زووله از سال ۲۰۱۲، اولین بازی خود را در تاریخ ۱۱ مارس ۲۰۱۸ انجام داد و به عنوان یک بازیکن تعویضی در ۴۵ دقیقه در لیگ ۲–۰ در خانه مقابل گرونینگن قرار گرفت.
در تاریخ ۲۷ ژوئن سال ۲۰۱۹، ون دن برگ با هزینه تأیید شده ۱٫۳ میلیون پوند به لیورپول پیوست که در صورت فعال شدن کلیه بندهای توافق شده، بالقوه می‌تواند تا ۴٫۴ میلیون پوند افزایش یابد. او اولین بازی رقابتی خود را برای این باشگاه در تاریخ ۲۵ سپتامبر ۲۰۱۹ در بازی جام اتحادیه مقابل میلتون کینز دونز انجام داد. ون دن برگ اولین شروع بازی خود را در بازی ۵ بر ۵ لیورپول برابر آرسنال در دور چهارم جام اتحادیه در تاریخ ۳۰ اکتبر انجام داد. در ضربات پنالتی لیورپول با نتیجه ۵ بر ۴ به پیروزی رسید.

## دوران باشگاهی

### پک زوله
پس از پیشرفت موفقیت‌آمیز در رده‌های پایه باشگاه پک زوله از سال ۲۰۱۲، فن دن برگ نخستین بازی خود را برای تیم اصلی در تاریخ ۱۱ مارس ۲۰۱۸ انجام داد. او در دقیقه ۴۵ به عنوان بازیکن تعویضی وارد زمین شد؛ دیداری که با شکست ۲–۰ خانگی مقابل باشگاه فوتبال خرونینگن همراه بود.

### لیورپول
در ۲۷ ژوئن ۲۰۱۹، فن دن برگ با مبلغی معادل ۱٫۳ میلیون پوند که می‌توانست با تحقق بندهای اضافی تا ۴٫۴ میلیون پوند افزایش یابد، به باشگاه فوتبال لیورپول پیوست. او نخستین بازی رسمی خود برای لیورپول را در ۲۵ سپتامبر ۲۰۱۹ در رقابت‌های جام اتحادیه مقابل باشگاه فوتبال میلتون کینز دونز انجام داد.نخستین بازی فیکس او در تساوی ۵–۵ مقابل باشگاه فوتبال آرسنال در مرحله چهارم جام اتحادیه بود که در نهایت لیورپول در ضربات پنالتی پیروز شد.

#### قرضی به پرستون نورث اند
در ۱ فوریه ۲۰۲۱، فن دن برگ به صورت قرضی به باشگاه فوتبال پرستون نورث اند پیوست. او پنج روز بعد نخستین بازی خود را برای پرستون مقابل روترهام یونایتد انجام داد. در ۲۱ ژوئن ۲۰۲۱، قرارداد قرضی او تا پایان فصل بعد تمدید شد. او نخستین گل حرفه‌ای‌اش را در برد ۴–۲ مقابل باشگاه فوتبال مورکم در جام اتحادیه به ثمر رساند.

#### قرضی به شالکه ۰۴
در ۳۰ اوت ۲۰۲۲، فن دن برگ به باشگاه فوتبال شالکه ۰۴ در بوندس‌لیگا قرض داده شد. او تنها ۹ بازی برای شالکه انجام داد و به دلیل مصدومیت شدید مچ پا بخش بزرگی از فصل را از دست داد. شالکه در پایان فصل به دسته دوم سقوط کرد.

#### قرضی به ماینتس ۰۵
در ۱۳ ژوئیه ۲۰۲۳، فن دن برگ به باشگاه فوتبال ماینتس ۰۵ در بوندس‌لیگا قرض داده شد. او در ۱۲ اوت نخستین بازی‌اش را در جام حذفی آلمان مقابل اس‌وی الوِرسبرگ انجام داد. در ۱۹ دسامبر، نخستین گلش را برای ماینتس در تساوی ۱–۱ برابر باشگاه فوتبال بروسیا دورتموند به ثمر رساند. در ۱۷ فوریه ۲۰۲۴، تک گل پیروزی‌بخش تیمش را در برد ۱–۰ برابر باشگاه فوتبال آگزبورگ زد.

### برنتفورد
در ۲۲ اوت ۲۰۲۴، فن دن برگ با باشگاه برنتفورد در لیگ برتر انگلستان قرارداد امضا کرد.

## عملکرد بین‌المللی
ون دن برگ بازیکن بین‌المللی تیم ملی جوانان هلند است.

## دوران ملی
فن دن برگ در پایه‌های تیم ملی هلند سابقه بازی دارد. او پس از ۱۰ بازی و ۳ گل برای تیم ملی زیر ۱۹ سال هلند، در ۱۲ اکتبر ۲۰۲۱ نخستین بازی خود را برای تیم ملی زیر ۲۱ سال این کشور در پیروزی ۵–۰ برابر ولز انجام داد.

## زندگی شخصی
برادر کوچک‌تر او، راف نیز بازیکن فوتبال است و برای باشگاه میدلزبرو در چمپیونشیپ انگلستان بازی می‌کند.

## آمار دوران حرفه‌ای
| زوله                   | ۲۰۱۷–۱۸          | اردیویسه   | ۷  | ۰ | ۰ | ۰  | — | — | — | —   | ۷  | ۰ |
| زوله                   | ۲۰۱۸–۱۹          | اردیویسه   | ۱۵ | ۰ | ۱ | ۰  | — | — | — | —   | ۱۶ | ۰ |
| مجموع در زوله          | مجموع در زوله    | ۲۲         | ۰  | ۱ | ۰ | —  | — | — | — | ۲۳  | ۰  |   |
| لیورپول                | ۲۰۱۹–۲۰          | پریمیر لیگ | ۰  | ۰ | ۱ | ۰  | ۳ | ۰ | ۰ | ۰   | ۴  | ۰ |
| لیورپول                | ۲۰۲۰–۲۱          | پریمیر لیگ | ۰  | ۰ | ۰ | ۰  | ۰ | ۰ | ۰ | ۰   | ۰  | ۰ |
| مجموع در لیورپول       | مجموع در لیورپول | ۰          | ۰  | ۱ | ۰ | ۳  | ۰ | ۰ | ۰ | ۴   | ۰  |   |
| پرستون نورث اند (قرضی) | ۲۰۲۰–۲۱          | چمپیونشیپ  | ۱۶ | ۰ | — | —  | — | — | — | —   | ۱۶ | ۰ |
| پرستون نورث اند (قرضی) | ۲۰۲۱–۲۲          | چمپیونشیپ  | ۴۵ | ۱ | ۱ | ۰  | ۴ | ۱ | — | —   | ۵۰ | ۲ |
| مجموع در پرستون        | مجموع در پرستون  | ۶۱         | ۱  | ۱ | ۰ | ۴  | ۱ | — | — | ۶۶  | ۲  |   |
| شالکه ۰۴ (قرضی)        | ۲۰۲۲–۲۳          | بوندس‌لیگا  | ۹  | ۱ | ۰ | ۰  | — | — | — | —   | ۹  | ۱ |
| ماینتس ۰۵ (قرضی)       | ۲۰۲۳–۲۴          | بوندس‌لیگا  | ۳۳ | ۳ | ۲ | ۰  | — | — | — | —   | ۳۵ | ۳ |
| برنتفورد               | ۲۰۲۴–۲۵          | پریمیر لیگ | ۲۴ | ۰ | ۱ | ۰  | ۳ | ۰ | — | —   | ۲۸ | ۰ |
| مجموع کلی              | مجموع کلی        | ۱۴۹        | ۵  | ۶ | ۰ | ۱۰ | ۱ | ۰ | ۰ | ۱۶۵ | ۶  |   |

## افتخارات
لیورپول
- جام باشگاه‌های فوتبال جهان: ۲۰۱۹[۱۷]

#### لیورپول
- جام باشگاه‌های فوتبال جهان:۲۰۱۹